# Gaelen Foley

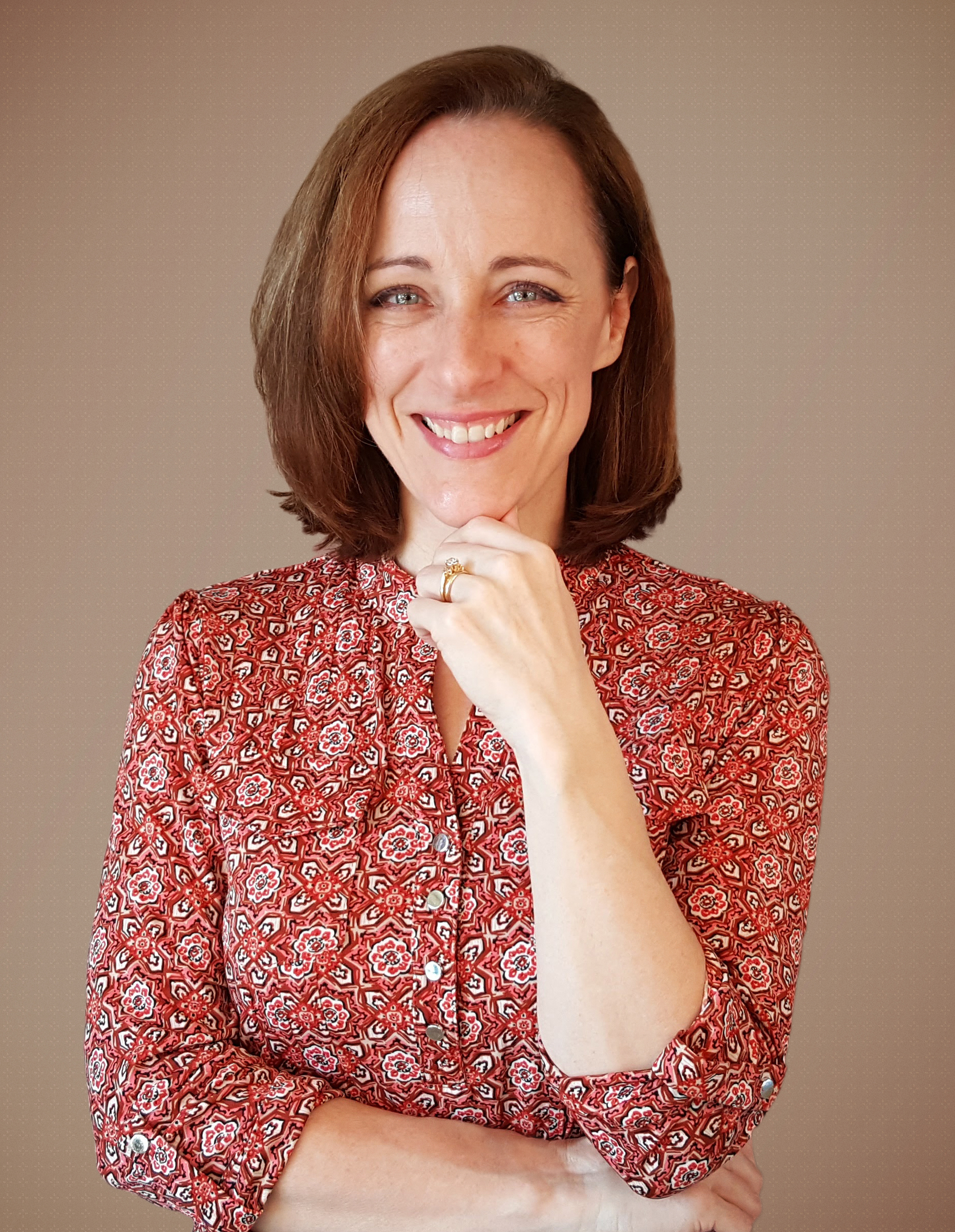
Gaelen Foley

Gaelen Foley (* 16. November 1973 in Pittsburgh, Pennsylvania) ist eine US-amerikanische Autorin historischer Romane.

## Leben
Foley studierte Literaturwissenschaften an der State University of New York at Fredonia und machte dort ihren Bachelor of Arts in englischer Literatur mit dem Nebenfach Philosophie. Anschließend arbeitete sie fünf Jahre lang, überwiegend in der Nacht, als Kellnerin, um ihren Lebensunterhalt zu bestreiten. Tagsüber widmete sie sich der Verfeinerung ihrer schriftstellerischen Fähigkeiten und verfasste mehrere Manuskripte. Ihr erstes Buch The Pirate Prince, das 1998 erschien, gewann den „Romantic Times Reviewers Choice Award“ für den „besten ersten historischen Roman“. Sie wurde zudem für den „Holt Medallion Award“ in der Kategorie „Bestes erste Buch“ nominiert. Foley ist verheiratet und zog zurück nach Pennsylvania, wo sie sich weiterhin der Schriftstellerei widmet.
Ihre Bücher spielen zur Zeit des englischen Regency und wurden in insgesamt zwölf Sprachen übersetzt.

## Werke (Auswahl)
- Nacht der Sünde. Cora-Verlag, Hamburg 2008.
- Die schöne Erbin. Cora-Verlag, Hamburg 2006, ISBN 3-89941-292-3.
- Spion im Namen der Liebe. Cora-Verlag, Hamburg 2006, ISBN 3-89941-246-X.
- Die Rache der Kurtisane. Cora-Verlag, Hamburg 2006, ISBN 3-89941-239-7.
- Die Lady mit der Maske. Cora-Verlag, Hamburg 2005, ISBN 3-89941-203-6.

Ascension Trilogie:
- The Pirate Prince. 1998 (Der Herrscher von Amanthea. 2002 Cora Verlag).
- Princess. 1999 (Erhören Sie mich, Prinzessin! 2002 Cora Verlag H. Gold Band 117).
- Prince Charming. 2000 (Die Lady mit der Maske. 2002 Cora Verlag H. Gold Band 124, NA 2005).

Knight Saga:
- The Duke. 2000.
- Lord of Fire. 2002.
- Lord of Ice. 2002.
- Lady of Desire. 2004.
- Devil takes a Bride. 2004.
- One Night of Sin. 2005.
- His Wicked Kiss. 2006.

Spice Trilogie:
- Her Only Desire. 2007.
- Her Secret Fantasy. 2007.
- Her Every Pleasure. 2008.